# 동시 행동 선택
동시 행동 선택(SAS)은 게임 플레이어가 동시에 행동을 할 때 발생하는 게임 역학이다. 이러한 유형의 게임의 예로  가위바위보와 편 가르기 구호가 있다. 일반적으로, 한 플레이어가 행동을 했을 때, 다른 사람들이 그 행동을 바탕으로 자신의 행동을 결정할 수 없게 하기 위해서  "비밀스럽고 구속력있는"방법이 필요하다. 예를 들면 플레이어가 자신이 할 행동을 기록한 다음 동시에 공개하는 방법이 있다. 모두가 동시에 행동하기 때문에, 모든 플레이어가 공정하게 게임을 할 수 있다. 동시적 게임은 차례를 기다리지 않고 동시에 행동하기 때문에 게임이 비교적 빨리 진행된다.
어떤 게임은 다른 플레이어의 행동을 막을 수 있기 때문에 동시에 움직일 수 없다. 예를 들면 체스에서 내 비숍을 움직여서 상대의 퀸을 잡는것과 상대가 퀸을 움직여서 내 비숍을 잡는 것은 양립할 수 없다.
동시 행동 선택은 블라인드 경매같은 곳에서 실제로 사용된다. 블라인드 경매는 모든 입찰자가 생각한 입찰가를 동시에 제출하여 어떤 참가자도 다른 참가자의 입찰가를 알 수 없게 한 것이다. 최고 입찰자가 제출한 가격을 지불한다. 입찰자가 경매에서 이기고자 하는 강한 욕구가있는 경우 정보가 제공되는 것보다 훨씬 더 높은 입찰가를 낼 수 있다. 죄수의 딜레마는 동시 행동 선택의 또 다른 고전적인 예이다.

## 같이 보기
- 동시적 게임